# Social berättelse
Sociala berättelser (eng. social stories) är ett begrepp som uppfanns av Carol Gray år 1991 för att förbättra den sociala kompetensen hos personer med autismspektrumstörningar. Sociala berättelser är korta berättelser skrivna eller anpassade för autistiska personer i avsikt att hjälpa dem att förstå och agera på ett lämpligt sätt i sociala situationer.
Berättelserna har en speciell fastställd stil och form. De beskriver en situation i termer av relevanta sociala signaler och ur andra människors perspektiv, och det föreslås ofta en passande lösning.
Berättelserna kan också brukas för att visa uppskattning för individens prestationer – ungefär 50% av alla sociala berättelser används av denna anledning.
Sociala berättelser är relativt enkla åtgärder.
Men forskning om deras effektivitet är begränsad. Det är okänt om berättelserna är verksamma.

## Detaljer
Personer med autismspektrumstörningar har betydande försvagningar i det sociala området enligt vilken typ av diagnos som anges i DSM-IV. Den sociala försvagningen kan inkludera, men är inte begränsat till, användning av kroppsspråk, lekfärdigheter, att förstå känslor och social kommunikationsförmåga. Det finns en stor betoning på vikten av att lära autistiska personer sociala färdigheter, då det har identifierats som en av de bästa indikatorerna på positiva långsiktiga resultat.
En social berättelse är en individualiserad kort berättelse som beskriver relevanta sociala signaler i varje given situation.
Den bryter ned en utmanande social situation till begripliga steg genom att ta bort betydelselös information och genom att vara mycket beskrivande för att hjälpa en person med autismspektrumstörning att förstå helheten av en situation. Det innebär svar på frågor som vem, vad, när, var och varför i sociala situationer med hjälp av bilder och skriven text. Sociala berättelser används för att lära ut särskilda sociala färdigheter, som att identifiera viktiga ledtrådar i en förutbestämd situation, att se saker ur andras synvinkel, att förstå regler, rutiner, situationer, kommande händelser eller abstrakta begrepp, och att förstå förväntningar.
Målet med sociala berättelser är att avslöja exakt social information på ett tydligt och betryggande sätt som lätt kan förstås av personen med autismspektrumstörningen. En förbättrad förståelse för händelser och förväntningar kan leda till en beteendeförändring, trots att det föreslås att målet med sociala berättelser inte bör vara att ändra individens beteende.
I den ursprungliga versionen användes fyra slags meningar (beskrivande, perspektiv, instruktion, jakande), tillsammans med en grundläggande kvot. Kontroll, samverkande och partisk är meningstyper som har lagts till i modellen. Trots att det primära sättet att presentera sociala berättelser är skriven text, har andra format testats på yngre barn och personer med utvecklingsstörning.
Sådana format har innefattat sång, förklädeberättande och datorbaserade presentationer.

## Meningstyper
Det finns sju meningstyper som kan användas i en social berättelse.
- Beskrivande meningar: är sanningsenliga och iakttagbara meningar (åsikts- och antagandefria) som identifierar de mest relevanta faktorerna i en social situation. De svarar ofta på frågor såsom vem, vad, när, var och varför.
- Perspektivmeningar: hänvisar till eller beskriver det inre tillståndet hos andra människor (deras kunskap, tankar, känslor, övertygelser, åsikter, motivation eller fysiskt tillstånd) så att individen kan lära sig hur andra uppfattar händelsen.
- Instruktionsmeningar: presenterar eller antyder, i positiva termer, ett svar eller val av reaktioner på en situation eller ett koncept.
- Jakande meningar: ökar betydelsen av uttalanden och kan uttrycka ett vanligen delat värde eller mening. De kan också betona de viktiga punkterna, hänvisa till en lag eller regel för att lugna individen.
- Kontrollmeningar: identifierar personliga strategier som individen använder för att minnas och tillämpa informationen. De är skrivna av den enskilde efter att ha granskat den sociala berättelsen.
- Samverkande meningar: beskriver vad andra kommer att göra för att hjälpa den enskilde. Detta bidrar till att säkerställa ett konsekvent svar av olika personer.
- Partiska meningar: uppmuntrar individen att göra gissningar om nästa steg i en situation, vad en annan person svarar eller hans/hennes eget svar. Någon av ovanstående meningar kan skrivas som en partisk mening med en del av meningen som ett tomt utrymme att fylla.

Social berättelsekvot: Två till fem samverkande, beskrivande, perspektiv och/eller jakande meningar framför varje instruktions- eller kontrollmening.